# Indopakistanci
Indopakistanci, ime narodu porijeklom s Indijskog potkontinenta danas raspršenih po mnogim dijelovima svijeta. Porijeklom su od različitih indijskih naroda iz Indije i Pakistana, kao što su Gudžarati i Pandžabi. Broj im iznosi preko 2,200,000, od čega većina živi na području SAD-a (1,533,000), Australija (216,000), Jemen (247,000), Novi Zeland (67,000), ukupno u 33 države. Indopakistanci govore hinduskim jezikom u svim državama osim u Botsvani (4,300) i Somaliji (8,300). Njihova vjera je hinduizam, ali oni koji žive na Arapskom poluotoku pod jakim islamskim utjecajem postali su muslimanima.

## Vanjske poveznice
- Indo-Pakistani of United States  Arhivirana inačica izvorne stranice od 1. rujna 2007. (Wayback Machine)